# Li Dongsheng
Pour les articles homonymes, voir Li.
Li Dongsheng, né en 1955 dans la province de Shandong à Zhucheng, est un homme politique chinois, vice-ministre chinois de la Sécurité publique et vice-chef d'un groupe de la direction centrale chargé du traitement des questions liées aux sectes au sein du Bureau 610 dont le Falun Gong. 
Exclu du Parti en 2014 pour corruption, il est condamné à 15 ans de prison en 2016.

## Biographie
Li Dongsheng a fait des études de journalisme. Il adhère au parti communiste chinois en 1973. Li Dongsheng a été vice-directeur de la télévision CCTV et il rejoint l’appareil de propagande où il occupe des responsabilités importantes. En 2012, il est désigné comme membre du Comité central du Parti communiste chinois. Li Dongsheng est un proche de Zhou Yongkang, avec lequel il a travaillé pendant près de dix ans.
L'agence Chine Nouvelle indique que Li Dongsheng était le vice-directeur du « groupe de direction central pour les affaires liées aux sectes ».
La Commission centrale de Contrôle de la Discipline du Parti communiste chinois indique que Li Dongsheng fait l'objet d'une enquête pour « violation grave des lois et de la discipline ». 
Li Dongsheng est exclu du parti communiste chinois en juin 2014 pour avoir accepté un « montant considérable de pots-de-vin ».
En janvier 2016, il est condamné à 15 ans de prison pour corruption. Il n'a pas fait appel de la décision .